# دنيس رايلي
دنيس رايلي (بالإنجليزية: Dennis Riley)‏ هو ملحن أمريكي، ولد في 28 مايو 1943 في لوس أنجلوس في الولايات المتحدة، وتوفي في 6 مايو 1999 بسبب إيدز.